# 苗族文学
苗族文学的主要组成部分是民間文學，包括古歌、叙事诗等体裁。苗族产生过沈从文等作家。
苗族為中國第五大民族，是一個古老的民族，所有的歷史、傳說皆靠口傳而沒有自己的文字，直到十九世紀兩場鴉片戰爭，二十世紀上半基督教傳入中國西南地區雲貴川三省苗族地區後，傳教士在翻譯聖經時首先學會苗語，並為該民族語言建立文字與書寫系統。

## 文學特色
苗族無自己的特色，口傳的民間文學有傳承歷史的特色。其中為苗族古代神話總匯的《苗族古歌》押苗韻，長達一萬五千餘行，塑造了一百多位有名有姓的人物，並充滿浪漫主義和理想主義色彩。詩中大量運用比喻、誇張、排比、擬人、反問等多種修辭手法，生動地反映了苗族先民對天地、萬物及人類起源的解釋和人們艱苦奮鬥開創人類歷史的功績，充滿了浪漫主義和理想主義色彩。在《中國苗族文學叢書》當中，將苗族民間文學的特色整理成以下幾點 ：
獨具特色的史歌性:
在研究苗族民間文學和苗族文化方面，苗族運用本民族語言來敘述本民族的神話、傳說、歷史、風俗習慣等，以敘事詩的方式呈現，內容包括開天闢地、人類來源、部落戰爭、民族遷徙…
苗族古歌在民間流傳，有的屬於吟誦，有的屬於歌唱，多為長短句的固定形式，歌中有史，史中有歌，充分表現它的獨具特色。
生動活潑的語言美:
在這些民間文學當中，第二個特色是語言美。
對稱反覆的用法時常出現，不但可以帶出韻律，平易近人又生動活潑，除了給人深刻印象還能從中表達情感。除此之外，還有比喻和擬人等的巧妙運用，以及排比和誇飾的修辭技巧。
栩栩如生的英雄群像:
史歌中刻畫苗部落部族和古代苗族的將領及其代表人物方面，不淡描繪了他們各自不同的特點，更是著重突出了他們身為領導者的本領、毅力以及捍衛自己部落和民族的那種英雄形象。

## 神话
远古时期的神话是苗族文学的最早成员。古歌是神话得以流传的主要形式，反映了苗族先民关于宇宙形成、万物起源及生产劳动方面的丰富内容。《开天辟地》歌流传于黔东南地区，在这个传说中，府方是第一个聪明、有神力的人，他开辟了天地，其后剖帕、修狃、火耐和姜央分别创造了山岭、河流、火和人类。《枫木歌》包括六首，塑造了劳公这一获得种子、犁天下、种万物的英雄，对比手法的运用是其特点。《洪水滔天》、《兄妹结婚》则叙述洪水后的遗民繁衍出人类的故事。此外，湘西是「盤瓠之故鄉」，流傳於湘西苗族民間的神母犬父神話，其核心即盤瓠神話。內容敘述盤瓠與辛女的故事，後衍生出相關的民俗和宗教信仰，建有辛女祠、辛女庵、盤瓠廟來做祭祀。
反映生产劳动的古歌有《打杀蜈蚣》、《则嘎老》、《居诗老》、《活路歌》、《瓷器歌》、《种麻歌》等。《打杀蜈蚣》长达千行，以一问一答作为形式。它讲述姜央不断开田开土，遭到蜈蚣阻挠，结果两方相斗未分胜败。蜈蚣趁河流涨水将河边拾柴的姜央咬死，激起公愤，最终蜈蚣被人们烧死，姜央则被埋在月亮上受人敬仰。《则嘎老》叙述则嘎老开田耕种，发明医药的故事。《居诗老》为长短句体，塑造了居诗老这一砍伐山林、驱逐毒虫猛兽的形象。

## 苦歌
民间以“苦歌”来称呼一类倾诉痛苦、控诉现实的诗歌，其内容有如下几种：控诉安屯设堡的扰民行为；批判领主势力；批判地主的剥削。代表作有长篇《逃荒歌》、《长工歌》，短篇《苗家流落在山坡》、《穷人像笼里的小麻雀》等。《长工歌》采用第一人称手法，讲述地主趁天灾降临以高利贷盘剥农民，迫使他们不得不弃家做长工，控诉了社会上的贫富悬殊，情节紧凑，主题鲜明。艺术上，苦歌主要采用现实主义手法，句子长短与情感变化合拍，语言明快，表现手法上则大量使用对比。

## 反歌
反歌是指反映苗民起义的一类诗歌，如关于石柳邓、吴八月的诗歌等，多为五言体、押调，长短不一。《张秀眉之歌》是其中代表作，组诗开始反映了流官、土司的暴行，屯军侵占民田，描绘起义原因；接着，描述各地人物组织起来，在张秀眉的率领下攻城野战、东征西讨，情节紧张生动；在讲完台拱战役之后，叙述起义军攻占镇远府，讥刺了官军的无能；最后，叙述席宝田率清军反扑，最终张秀眉兵败被杀，唱出了起义军的坚强意志和席宝田的多疑、怯懦。

## 爱情叙事诗
苗族产生了许多长篇的爱情叙事诗，其内容主要是反抗舅权制和包办婚姻，争取婚姻自由。《娘阿莎》在民间被称为“美丽歌”，女主人公名字“娘阿莎”是苗语中“清水姑娘”的音译。其大致内容是：美丽的娘阿莎从井里生出，得到了各种鸟兽的喜爱。太阳请乌云做媒把娘阿莎嫁给了自己，但是并未把这个妻子放在心上，长期冷落她。她与太阳的弟弟、勤劳诚实的月亮产生了爱情，后与他私奔。理老判定娘阿莎和月亮有理，但月亮把江山赔给太阳，从此就只能在晚上出来。《娘阿莎》虽是神话体，但却表现了强烈的现实感，歌颂了勤劳、鞭挞了懒惰。《兄当与别莉》叙述兄当与别莉相爱，母亲却疑别莉有鬼附身，后来兄当将吃鸡肉卡住喉管而昏迷的别莉救活，冲破迷信成立亲。该诗揭露了迷信势力对人生的压抑。
反抗舅权制的诗主要有《哈迈》、《娥娇与金丹》、《阿蓉和略刚》等。《哈迈》讲述七仙女下凡与农夫古雅成亲，生女哈迈。按舅权规定，她被迫嫁天上的老表——丑陋的阿角。哈迈两次想逃脱，结果失败，最后自缢，她的尸身一半在天上变成云朵，一半变为地上的泉水。《娥娇与金丹》则讲娥娇与金丹同出一氏族，经“游方”产生爱情，但因舅权制被拆散。娥娇被迫嫁到舅家，但不屈服，舅家只好同意她回去。在大家支持下，守旧派同意让步，但提出买白牛祭祖。娥娇与金丹最终找到白牛，打破了禁止族内通婚的旧制度。
《阿蓉和略刚》是近代作品，对舅权制的反抗比古代的叙事诗更为激烈。阿荣与略岗打小青梅竹马，却被舅家拆散。他们继续来往，被阿荣的舅家告到官府。官家抓他们坐牢，略岗缴纳重金才得以释放。可是刚出狱后他们并没断情，又重被捉回。这一次略岗倾尽家财才重获自由。三番五次之后，他们终于冲破舅权和官府的阻挠，结合在一起。全诗充满了叛逆精神。

## 扩展阅读
- 田玉隆《蚩尤研究資料選》貴陽：貴州人民出版社
- 蘇曉星《苗族文學史》貴陽：貴州人民出版社
- 苗青主編（2013年）《(苗漢對照)中國苗族文學叢書、苗族民間文學作品選》(一)(二)(三)(四)貴陽：貴州人民出版社